# Milan Jevtović
Milan Jevtović (serbisch-kyrillisch Милан Јевтовић; * 13. Juni 1993 in Čačak) ist ein serbischer Fußballspieler.

## Karriere

### Verein
Jevtović spielte bis 2008 für die Nachwuchsabteilung des serbischen Vereins FK Borac Čačak und startete 2012 hier auch seine Profikarriere. Im Sommer 2015 wurde er zwar von LASK Linz verpflichtet, aber von diesem an die Vereine FK Borac Čačak und FK Bodø/Glimt ausgeliehen.
In der Sommertransferperiode 2016 verpflichtete ihn der türkische Erstligist Antalyaspor. Jevtovic blieb zwei Spielzeiten und ging dann zu Roter Stern Belgrad, wo er zwar in sechzehn Spielen sechs Tore erzielte, aber gegen Ende des Zweijahresengagements wiederum verliehen, diesmal zu APOEL Nikosia. Nach einer Saison in Dänemark wurde er 2021 vom norwegischen Odds BK verpflichtet. Hier stand er bis Ende Juni 2023 unter Vertrag. Im Juli 2023 zog es ihn nach Vietnam, wo er einen Vertrag beim Erstligisten Hà Nội FC unterschrieb, der zum Ende des Jahres aufgelöst wurde. Im Jahr darauf, nach einer Zeit ohne Verein, war er in Bosnien für FK Velež Mostar aktiv.

### Nationalmannschaft
Jevtović begann seine Nationalmannschaftskarriere 2015 bei der serbischen U-23-Nationalmannschaft.